# Opelytus vepretum
Opelytus vepretum is een hooiwagen uit de familie Epedanidae.